# Graphelmis securipes
Graphelmis securipes is een keversoort uit de familie beekkevers (Elmidae). De wetenschappelijke naam van de soort werd in 2004 gepubliceerd door Ciampor & Kodada.